# Johannes Rode (abat)
Johannes Rode   (Trèveris, 1358 (Gregorià) - Montabaur, 1 de desembre de 1439 (Gregorià)) va ser un funcionari de la diòcesi de Trèveris, prior del monestir cartoixà de St. Alban a Trier i des de 1421 fins a la seva mort abat de l'abadia benedictina de St. Matthias a Trier. Va ser un dels principals representants del moviment de reforma benedictí del seu temps.

## Biografia
A la seva joventut Rode va freqüentar els cursos de la Universitat de Heidelberg, que li va donar els graus de batxiller en teologia i llicenciat en cànons. La matrícula d'aquesta Universitat, esmenta el 1393 i 1396 un Johannes Trevirensis. El 1413 fou elegit rector de la mateixa. Tot just va acabar els estudis, quan va obtenir un canonicat a l'església de Metz, i aviat va ser promogut a degà del Capítol de Sant Simeó de Trèveris; però, disgustat del món, va sol·licitar i va obtenir de l'arquebisbe el permís per retirar-se a la Cartoixa de Sant Albano, d'aquesta ciutat, fundada només alguns anys i famosa per la seva observança. Era això el 1416. El 1419 se'l va obligar a fer-se càrrec d'aquesta Cartoixa pel Capítol general; però l'arquebisbe Otto de Ziegenhain, que desitjava reformar el clero secular i regular de la seva diòcesi, va recórrer a Rode, traient-lo de la Cartoixa i posant-lo al capdavant de l'abadia benedictina de sant Maties de Trèveris, amb llicència del papa Martí V (1421).

## Feina com a nou Abat
La primera cura del nou abat fou pagar els deutes enormes de casa seva i aixecar els edificis destruïts, primer per un foc i després per les hosts d'Erard de Gymnich, en guerra amb l'arquebisbe Otó. Ajudant-se amb diners i personal els monjos de Santiago de Lieja. Després li fou confiada per Martí V la reforma monàstica decretada a Constança. El 1422 va rebre una Butlla que li manava reunir un Capítol; 54 abats es van reunir a l'abadia de Sant Maximo de Tréveris, redactant unes lleis en què cap no poca part a Rode. El Capítol li va encomanar la visita de diversos monestirs belgues i alemanys. A Rode també hi cap, en part, la glòria de la reforma Barsfeldença, ja que Johann Dederoth, monjo de Rheinhausen i fundador d'aquesta Congregació, va rebre de l'abat de Tréveris el suport dels Consells, diversos monjos i una còpia dels estatuts per ell redactats per a la seva abadia.
El 1434, després d'un viatge a Basilea amb el cardenal Niccolò Albergati, va rebre una altra Butlla que el nomenava visitador general dels benedictins a l'arxidiòcesi de Trèveris i Colònia, amb el poder necessari per a la reforma dels monestirs, i poc després el veiem actuant amb la mateixa prerrogativa; ment en un Capítol els seus estatuts, es diu visitador i reformador d'aquestes regions, i, a més, de les diòcesis de Worms, Espira i Estrasburg per l'autoritat del sant Concili de Basilea. Quan ell no podia atendre tanta crida, encarregava de la reforma als seus deixebles. Convidat l'any 1436 a assistir a un Capítol que s'havia de celebrar a Basilea al mes d'agost. No va poder accedir a la invitació, impedit per un atac de gota; però no va deixar d'influir en aquella Assemblea amb dues minutes importants que va enviar al president, el cardenal Pedro de Fonseca, i mentrestant introduïa la reforma a Sant Máximo de Tréveris i a Sant Martí de Colònia. Poc després organitzava la bona observança al convent de dones de Marienberg, prop de Boppard, redactant per a les religioses unes Constitucions dignes de la seva discreció, que no van trigar a adoptar altres monestirs.
El 1438 va assistir a un Capítol celebrat a Sant Maximí, i continuava alhora les seves visites sense oblidar l'interès del seu monestir, que en un aixecament havia vist saquejar una de les seves més riques possessions, perdent més de 25.000 florins.
El 1439 dirigís a Montabaur, portat pel seu zel de reformador, quan la pesta va acabar amb la seva vida. Les seves restes mortals van ser traslladades a l'abadia de Sant Maties i col·locades al costat de l'altar de sant Esteve. A més dels estatuts, va publicar el seu llibre, De bono regimine abbatis, i es conserven de Rode, sermons i manuscrits.
Johannes Rode va morir de pesta l'1 de desembre de 1439 mentre viatjava a Montabaur. Va ser enterrat a la seva església abacial de Sant Matías.